# Jimmy Neutron - Ragazzo prodigio
Jimmy Neutron - Ragazzo prodigio (Jimmy Neutron: Boy Genius) è un film d'animazione del 2001, diretto da John A. Davis.
Grazie al suo successo, il film fu seguito da una serie televisiva animata, Le avventure di Jimmy Neutron, trasmessa per la prima volta il 20 luglio 2002 e conclusa il 25 novembre 2006. Quattro anni dopo, venne prodotta anche una serie spin-off intitolata Planet Sheen, concentrato sull'amico di Jimmy, Sheen Estevez; questa serie venne presentata per la prima volta il 2 ottobre 2010 (insieme a TUFF Puppy) e si concluse il 15 febbraio 2013.

## Trama
Jimmy Neutron è un ragazzo prodigio che passa intere giornate a progettare curiosi gadget nel suo laboratorio che non sempre funzionano come dovrebbero. Oltre ai suoi genitori, vive con Goddard, cane robot da lui costruito, e i suoi migliori amici sono Carl Wheezer, un ragazzo sovrappeso, timido e asmatico, Sheen Juarrera Estevez, ragazzo nerd appassionato dell'immaginario supereroe Ultra Lord.
Jimmy tenta di lanciare un satellite di comunicazione creato con un tostapane, nella speranza di comunicare con una specie aliena da qualche parte nell'universo. All'insaputa di chiunque, il satellite viene prelevato vicino al pianeta Yolkus, sede di una razza aliena chiamata Yolkians dall'aspetto di un tuorlo verde, che per muoversi utilizza delle fluttuanti tute anti-gravità. Il loro re Goobot V e il suo assistente e fratello Ooblar osservano il messaggio pre-registrato di Jimmy, che si presenta loro mostrando la sua famiglia e la vita sulla Terra; osservando una foto dei genitori di Jimmy, Goobot li definisce "appetitosi" ed esclama che la loro ricerca è finita.
Dopo un ennesimo fallimento nel mostrare un proprio gadget alla classe, Jimmy, Carl e Sheen vedono il poster di un nuovo parco di divertimenti chiamato "Retroland", a cui parteciperanno tutti i loro amici, ma temono che i loro genitori rifiutino di lasciargli andare perché il giorno dopo c'è scuola. Jimmy cerca dunque di convincere la madre procurandosi delle rose e fondendo degli orecchini e delle perle, ma provoca accidentalmente un incendio con una delle sue invenzioni, e viene punito. Seguendo il consiglio di un loro compagno di classe, Nick Dean, decidono di sgattaiolare fuori e visitare il parco all'insaputa dei genitori.
Quella stessa notte, tutti gli adulti della città vengono rapiti dagli Yolkians. Il giorno dopo, tutti i ragazzi trovano un biglietto attaccato al frigo lasciato dagli alieni che dice, spacciandosi per i loro genitori, che sono andati in vacanza in Florida. Tutti sono felici perché possono vivere in libertà e divertimento per molto tempo, ma la mattina seguente cominciano a scoraggiarsi della loro assenza. Jimmy però ricorda che la madre gli aveva detto che si sarebbero visti l'indomani mattina prima della loro scomparsa, e sospetta quindi che non siano realmente partiti per la Florida. Nel suo laboratorio scopre cosa è realmente accaduto, e organizza così una spedizione nello spazio insieme a tutti i ragazzi della città per andare a salvarli, modificando le attrazioni di Retroland e trasformandole in macchine volanti. Dopo un lungo viaggio, il gruppo giunge sul pianeta, e Jimmy tenta di liberare i suoi genitori da un dispositivo di controllo mentale; Re Goobot però lo fa catturare assieme agli altri ragazzi, e, prima di farli rinchiudere tutti nei sotterranei, mostra loro il messaggio pre-registrato mandato da Jimmy, ringraziandolo per averlo aiutato a trovare una specie adatta a essere schiavizzata e sacrificata al loro mostro supremo, Poultra, un pollo gigante a tre occhi in attesa di schiusa.
Jimmy si sente in colpa per quel che ha fatto, e tutti i ragazzi sono arrabbiati con lui. Ma Cindy Vortex, ragazza che prima di allora è stata rivale di Jimmy, gli tira su il morale e lo convince a trovare un modo per fuggire dalle celle. Con l'ausilio di Goddard (che si fa saltare in aria per poi ripristinarsi quando Jimmy dice "salta"), i ragazzi si liberano e si dirigono a fermare Poultra, che viene sconfitto da Sheen alla guida di un scialuppa di salvataggio. Sconfitto il mostro e salvati i genitori, tutti si dirigono su un'astronave per tornare a casa, inseguiti però da Goolbot e da tutta la flotta Yolkian. Jimmy e compagni fanno attirare l'intera flotta nemica troppo vicino al sole del loro pianeta; nonostante ciò, Goobot deride Jimmy per la sua grandezza, al che l'altro usa il suo raggio strizzacervelli per raggiungere le dimensioni di un pianeta e soffia sulla nave di Goobot, facendolo schiantare contro un asteroide; rimasto alla deriva nello spazio senza tuta anti-gravità  e in forma di uomo strapazzato, Goobot giura vendetta a Jimmy (e riapparirà in due episodi della serie animata).
Bambini e adulti si riconciliano, in particolare Jimmy con i suoi genitori, e finalmente tutti tornano a casa. Nella scena durante i titoli di coda, si Miss Fowl, insegnante della scuola di Jimmy colpita per sbaglio dallo strizzacervelli di Jimmy nella parte iniziale del film, dirigersi alla mensa della scuola a cavallo di un verme.

## Produzione
L'idea per Jimmy Neutron è stata creata per la prima volta da Davis negli anni '80, in cui scrisse una sceneggiatura per un cortometraggio intitolato Runaway Rocketboy, con protagonista un personaggio prototipo di Jimmy chiamato Johnny Quasar. Dopo essersi imbattuto nella sceneggiatura abbandonata diversi anni dopo, Davis decise che sarebbe stata una buona idea rivisitarla e riorganizzarla come un cortometraggio animato al computer e una potenziale serie TV. Una demo di 40 secondi è stata animata utilizzando LightWave 3D e ha guadagnato popolarità alla convention SIGGRAPH del 1995 dove è stata mostrata, attirando l'attenzione di Oedekerk e portando la DNA Productions a sviluppare un episodio pilota televisivo esteso. Dopo una presentazione di successo a Nickelodeon, è stato sviluppato un episodio TV di 13 minuti e Nickelodeon, colpito sia dal personaggio che dalla tecnologia 3D, ha sollevato la possibilità di realizzare sia una serie TV che un lungometraggio. Davis, a sua volta, ha suggerito di girare prima il film, in modo che il team di sviluppo potesse creare le risorse di qualità cinematografica e riutilizzarle nelle serie TV. La produzione è iniziata ufficialmente all'inizio del 2000 ed è stata completata in circa 24 mesi, con lo studio che ha aumentato notevolmente il numero di dipendenti e ampliato lo spazio in studio. L'animazione è stata realizzata interamente utilizzando software commerciale, inclusi LightWave e project:messiah.
Jimmy Neutron: Ragazzo Prodigio venne distribuito il 21 dicembre 2001. Sostenuto da una forte campagna pubblicitaria, il film è stato un successo al botteghino, incassando 103 milioni di dollari in tutto il mondo contro un budget di 30 milioni. Ha anche ottenuto recensioni generalmente positive dalla critica, con elogi per i suoi personaggi, l'umorismo, il doppiaggio e il senso di fascino, divertimento e arguzia. È stato candidato per l'Academy Award inaugurale per il miglior film d'animazione nel 2001, perdendo infine contro Shrek. È stato l'unico film d'animazione della Nickelodeon ad essere candidato in tale categoria per quasi un decennio fino a quando Rango (2011) ha vinto agli Oscar.

## Riconoscimenti
- 2002 - Premio Oscar
  - Nomination Miglior film d'animazione a John A. Davis

## Distribuzione
Il film è uscito nei cinema statunitensi il 21 dicembre 2001, mentre in quelli italiani il 23 agosto 2002.
La versione in DVD è stata distribuita, anche in Italia, da Paramount Pictures, sia in versione singola che in un cofanetto contenente anche Rugrats - Il film.

## Opere derivate
Il successo di critica del film portò alla realizzazione di una serie televisiva animata intitolata Le avventure di Jimmy Neutron, trasmessa su Nickelodeon. Il cartone è durato dal 20 luglio 2002 al 25 novembre 2006, fino a quando la DNA Productions, società e produttrice madre del cartone fallì.
Il personaggio Sheen Estevez ha dato vita ad uno spin-off intitolato Planet Sheen, trasmesso dal 2010 sempre su Nickelodeon.